# Collegio uninominale Campania 2 - 02 (2020)
Il collegio elettorale uninominale Campania 2 - 02 è un collegio elettorale uninominale della Repubblica Italiana per l'elezione della Camera dei deputati.

## Territorio
Come previsto dalla legge n. 51 del 27 maggio 2019, il collegio è stato definito tramite decreto legislativo all'interno della circoscrizione Campania 2.
È formato dal territorio di 24 comuni della provincia di Caserta: Arienzo, Bellona, Capodrise, Capua, Casagiove, Casapulla, Caserta, Castel Morrone, Cervino, Curti, Macerata Campania, Maddaloni, Marcianise, Portico di Caserta, Recale, San Felice a Cancello, San Marco Evangelista, San Nicola la Strada, San Prisco, San Tammaro, Santa Maria a Vico, Santa Maria Capua Vetere, Valle di Maddaloni e Vitulazio.
Il collegio è parte del collegio plurinominale Campania 2 - 01.

## Eletti
| Elezione | Elezione | Deputato           | Partito           |
| -------- | -------- | ------------------ | ----------------- |
|          | 2022     | Letizia Giorgianni | Fratelli d'Italia |

## Dati elettorali

### XIX legislatura
Come previsto dalla legge elettorale, 147 deputati sono eletti con sistema a maggioranza relativa in altrettanti collegi uninominali a turno unico.
| Candidati                                 | Candidati                           | Voti    | %     | Liste                                                | Voti    | %     |
| ----------------------------------------- | ----------------------------------- | ------- | ----- | ---------------------------------------------------- | ------- | ----- |
|                                           | Carmen Letizia Giorgianni ✔️ Eletto | 55 135  | 35,39 | Fratelli d'Italia                                    | 27 615  | 17,72 |
| Lega per Salvini Premier                  | Carmen Letizia Giorgianni ✔️ Eletto | 55 135  | 35,39 | 14 073                                               | 9,03    |       |
| Forza Italia                              | Carmen Letizia Giorgianni ✔️ Eletto | 55 135  | 35,39 | 12 935                                               | 8,30    |       |
| Noi moderati/Lupi - Toti - Brugnaro - UDC | Carmen Letizia Giorgianni ✔️ Eletto | 55 135  | 35,39 | 512                                                  | 0,33    |       |
|                                           | Danilo Della Valle                  | 53 484  | 34,33 | Movimento 5 Stelle                                   | 53 484  | 34,33 |
|                                           | Francesca Trovato                   | 30 991  | 19,89 | Partito Democratico-IDP                              | 21 041  | 13,50 |
| +Europa                                   | Francesca Trovato                   | 30 991  | 19,89 | 4 501                                                | 2,89    |       |
| Alleanza Verdi e Sinistra                 | Francesca Trovato                   | 30 991  | 19,89 | 3 649                                                | 2,34    |       |
| Impegno Civico - Centro Democratico       | Francesca Trovato                   | 30 991  | 19,89 | 1 800                                                | 1,16    |       |
|                                           | Teresa Ucciero                      | 7 411   | 4,76  | Azione - Italia Viva - Calenda                       | 7 411   | 4,76  |
|                                           | Diego Ruocco                        | 2 063   | 1,32  | Italexit                                             | 2 063   | 1,32  |
|                                           | Massimo Sgroi                       | 2 028   | 1,30  | Unione Popolare                                      | 2 028   | 1,30  |
|                                           | Andrea Martusciello                 | 1 487   | 0,95  | Noi di Centro – Europeisti                           | 1 487   | 0,95  |
|                                           | Vincenzo Sforza                     | 1 482   | 0,95  | Partito Comunista Italiano                           | 1 482   | 0,95  |
|                                           | Francesca Mariano                   | 1 004   | 0,64  | Italia Sovrana e Popolare                            | 1 004   | 0,64  |
|                                           | Sergio Angrisano                    | 724     | 0,46  | Partito Animalista Italiano – UCDL – 10 Volte Meglio | 724     | 0,46  |
| Totale                                    | Totale                              | 155 809 | 100   |                                                      | 155 809 | 100   |
|                                           |                                     |         |       |                                                      |         |       |
| Schede bianche                            | Schede bianche                      | 2 637   | 1,62  |                                                      |         |       |
| Schede nulle                              | Schede nulle                        | 4 030   | 2,48  |                                                      |         |       |
| Votanti                                   | Votanti                             | 162 476 | 54,64 |                                                      |         |       |
| Elettori                                  | Elettori                            | 297 362 |       |                                                      |         |       |